# Люди в чорному (уфологія)

Люди в чорному (ЛВЧ) — міська легенда та конспірологічна теорія про існування таємних урядових агентів, які переслідують і залякують свідків НЛО, щоб тримати в таємниці те, що бачили останні. Найчастіше інформація пов'язана зі спостереженням НЛО, прибульців або таємної змови офіційних урядів Землі з позаземними цивілізаціями. Примітною особливістю цих агентів є чорні ділові костюми, звідки й назва.
Популярним поясненням феномену ЛВЧ є характеристика їх як агентів спецслужб, серед яких часто називають представників ФБР, ЦРУ, АНБ тощо. Поширеним є уявлення про людей в чорному в ролі мандрівників у часі або агентів іншопланетян.

## Люди в чорному у фольклорі
Вони зазвичай носять чорні костюми та капелюхи з темними сонцезахисними окулярами, їздять на чорних автомобілях і прибувають групами по двоє-троє. Іноді ЛВЧ описуються як агенти ФБР, часом - як люди дивної зовнішності чи істоти з нелюдським рисами: сяйливими очима, дивним кольором обличчя, без брів. Зазначається, що в них буває незвичайна вимова.
Люди в чорному відвідують свідків НЛО чи інших загадкових явищ і змушують їх мовчати, висловлюючи погрози.
Серед версій ким є люди в чорному: урядові агенти (особливо з ФБР), замасковані інопланетяни, мандрівники в часі, прибульці з паралельних світів, демони.
Дослідник новітнього фольклору Пітер Рожкевич пов'язує людей у чорному з традиційними уявленнями про диявола. Так, в народних повір'ях диявол чи його посланці часто з'являються в образі людини в чорному, яка не стільки завдає фізичної шкоди, скільки лякає. Російський письменник Антон Первушин висловив думку, що історії про людей у чорному надають уфології вигляду боротьби за правду і мучеництва, тому притаманні передусім для фольклору самих уфологів.

## Люди в чорному в уфології
Найраніша згадка про людей у чорному датується липнем 1947 року. Двоє офіцерів, які розпитували Кеннета Арнольда, пілота, що нібито бачив НЛО 24 червня 1947 року, загинули в авіакатастрофі. Уфологи сприйняли це як зумисне вбивство з метою приховування свідчень про НЛО.
Вперше про людей в чорному як урядових агентів, пов'язаних з НЛО, заговорив уфолог Альберт Бендер в 1953 році. За його словами, він заснував уфологічну організацію та журнал «Space Review», проте отримав від таємничих «людей в чорному» наказ припинити їхнє існування, інакше потрапить до в'язниці. Як він згадував, то були троє, одягнені в строгу чорну форму, що прибули до будинку Бендера. В 1963 році він видав книгу «Літаючі тарілки і Три людини», де припустив, що люди в чорному є чужопланетянами, які видають себе за людей.
Чимало уфологів відтоді стверджують, що їх і простих свідків НЛО також переслідують люди в чорному. За їхніми описами, агенти прибувають, коли вони одні або не мають змоги зв'язатися з друзями чи поліцією. Агенти приїжджають на чорних автомобілях, часто старомодних, із фальшивими номерами. В багатьох випадках вони смагляві або бліді, одягнені в чорно-біле та не виражають емоцій. Інтересу до людей в чорному посприяв письменник Сідні Шелдон так званим «Списком Шелдона», в якому перерахував загиблих і зниклих британських уфологів за 1986—1987 рік.
Джон Кіль, англійський журналіст-уфолог, автор книги «Людина-метелик», висловив думку, що люди в чорному є істотами, здатними набувати людського вигляду, з якими також пов'язані такі явища, як НЛО і привиди. Він приписав цим істотам вплив на розвиток людства та електромагнітні хвилі, завдяки чому вони здатні викликати видіння та прослуховувати телефонний зв'язок і радіопередачі.

## У масовій культурі
Здебільшого образ людей у чорному негативний, хоча бувають і винятки, коли вони захищають людей, або суперечливий, коли люди в чорному вдаються до злочинних дій з метою перешкодити більшій небезпеці.
Музичний гурт «Blue Öyster Cult» у пісні «E.T.I. (Extra Terrestrial Intelligence)» 1976 року співав: «Троє людей у чорному сказали: „Не повідомляйте про це“». Пізніше, у 1983 році, їхня композиція «Take Me Away» містила слова: «У людей у чорному губи запечатані».
Образ людей у чорному використовували учасники музичного гурту «The Blues Brothers», який дебютував у 1978 році. Вони знялися в комедійному фільмі «Брати Блюз» (1980), де за сюжетом рятують сирітський притулок від закриття, демонструючи фантастичні сили.
У серіалі «Цілком таємно» головні герої стикаються з діяльністю Синдикату і «Маджестік 12», що приховують підготовку Землі до колонізації інопланетянами. Мотиви цих організацій різні і якщо деякі є колаборантами на службі в загарбників, то інші намагаються використати інопланетні технології для захисту планети.
Персонажі фільму «Кримінальне чтиво» (1994) Вінсент і Джулс одягнені, як люди в чорному. Хоча вони працюють на мафію, в них є валіза з містичним вмістом.
Персонаж серії відеоігор Half-Life, G-мен, виглядає як урядовий агент, дивно говорить, вміє раптово з'являтися і зникати, а також гіпнотизувати людей і керувати часом. Його цілі загадкові, а працює він на таємничих «роботодавців».
Науково-фантастична комедія «Люди в чорному» (1997) та її продовження, а також оригінальні комікси, описують людей у чорному як організацію, що захищає людей від інопланетян, а крім того адаптує їхні технології та займається поселенням на Землі інопланетних імігрантів.
У фільмі «Темне місто» (1998) інопланетяни керують містом, де ставлять досліди на людях. Вони вміють стирати та підмінювати людям спогади.
Агенти у серії «Матриця» — це комп'ютерні програми в подобі урядових службовців, які усувають втручання до віртуальної реальності Матриці, де живуть люди, поневолені розумними машинами. Серед них вирізняється Агент Сміт, здатний керувати простором і часом, і який потім стає загрозою для самого існування Матриці.
Спостерігачі, які з'являлися в серіалі «Межа», можуть подорожувати в часі та просторі й присутні при значних історичних подіях. Це люди з майбутнього, мета яких — встановити свою владу в минулому і взяти історію під контроль.
Герой фільму «Змінюючи реальність» (2011) дізнається, що світом керують загадкові вищі сили, а підпорядковані їм агенти з «Бюро коригування» облаштовують історію людства згідно з Планом свого начальника.
У серіалі «Доктор Хто» представники Тиші — це гуманоїдні істоти в ділових чорних костюмах, що впродовж тисячоліть правили людьми, лишаючись непоміченими, оскільки всі, хто бачили Тишу, миттєво їх забувають.